# Бомец ле Лож
Бомец ле Лож (фр. Beaumetz-lès-Loges) насеље је и општина у североисточној Француској у региону Север-Па д Кале, у департману Па де Кале која припада префектури Арас.
По подацима из 2011. године у општини је живело 953 становника, а густина насељености је износила 191,37 становника/km². Општина се простире на површини од 4,98 km². Налази се на средњој надморској висини од 144 метара (максималној 142 m, а минималној 94 m).

## Демографија
| 1962. | 1968. | 1975. | 1982. | 1990. | 1999. | 2011. |
| ----- | ----- | ----- | ----- | ----- | ----- | ----- |
| 561   | 570   | 805   | 954   | 940   | 909   | 953   |

График промене броја становника у току последњих година